# Убийство в МФЦ «Рязанский» в Москве
Убийство в МФЦ «Рязанский» в Москве — убийство двух человек 7 декабря 2021 года в одном из многофункциональных центров в Юго-Восточном округе Москвы, на Новокузьминской улице.

## Личность преступника
Сергей Юрьевич Глазов (род. 26.08.1976) родился и вырос в Москве. Окончив в 1993 году школу, поступил в Институт криптографии, связи и информатики Академии ФСБ, а получив в нём высшее техническое образование, до начала 2010 года служил в спецслужбах — ФСБ и СВР, где получил звание подполковник.
По словам матери Глазова, его посылали в Малайзию, год с лишним он работал там. До февраля 2010 года Глазов был офицером службы связи СВР.
По словам бывшей гражданской жены '«что-то надломилось у него после Малайзии, стали какие-то резковатые высказывания, изменилось отношение к самой стране»' — разведчика очень ценили в Куала-Лумпуре, а вернувшись в Москву, её избранник вновь столкнулся с «серыми буднями» и изменил отношение к самой России.
В 2009 году у него произошел некий конфликт на службе в СВР. По утверждению «Московского Комсомольца» конфликт возник из-за того, что Глазов попытался пронести на работу (в московский офис СВР) оружие: «Сергея остановили на проходной ведомства, а когда у него нашли оружие, то он оказал сопротивление, но был обезврежен». Глазова отправили к ведомственному психиатру, а потом в Городскую клиническую психиатрическую больницу № 15, где пациент пробыл с августа по декабрь 2009 года. Глазову был поставлен диагноз, связанный с паранойей, и его уволили из СВР.
Проживал в Москве в доме по улице Коновалова. По утверждению «Российской Газеты», соседи характеризовали Глазова как крайне неуравновешенного и неадекватного человека; по свидетельству «Комсомольской Правды» — наоборот, как нелюдимого: «Да мы его почти никогда и не видели!»; по свидетельству «Известий» — «Нормальный сосед был. Летом нормальный был, на велосипеде катался. Необычного ничего не было».
По сообщению «Комсомольской Правды» у Сергея Глазова есть старший брат, тоже работавший в силовых ведомствах, жил в Лаосе. Отец Глазова, Юрий Свистун работал в Министерстве экономического развития и торговли РФ, а до этого в Комитете Российской Федерации по военно-техническому сотрудничеству с иностранными государствами, работал в Канаде и Великобритании.
За день до убийства, 6 декабря 2021 года, медицинская сестра психоневрологического диспансера позвонила Глазову, и звонок был переведён на его мать. Это был плановый обзвон пациентов, состоящих на психиатрическом учёте, о Сергее не было никакой информации: ни жалоб, ни госпитализаций, ни о получении лечения. Трубку подняла Тамара Петровна, и, как обычно, недовольным голосом отрапортовала нежелательным собеседникам, что у сына всё в порядке, в лечении он не нуждается, диспансер посещать отказывается. На вопрос о том, работает ли Сергей, женщина заявила, что он трудоустроен, занимается компьютерами, но организацию назвать отказалась. Тамара Петровна попросила не беспокоить её, а также сына и бросила трубку.
Уже после убийства на вопрос членов Общественной наблюдательной комиссии о том, страдает ли он каким-либо психическим заболеванием, Глазов ответил так: «Я считаю, что нет, но врачи считают по-другому».
В Сети сохранился аккаунт Глазова в Твиттере (2016—2017 годы) — там Сергей явно симпатизировал Ходорковскому и Навальному; ругал власть, «липовую оппозицию» и Сталина.

## Ход событий
7 декабря 2021 года в 14 часов 57 минут Сергей Глазов приехал на электровелосипеде в многофункциональный центр «Мои документы» в Юго-Восточном округе Москвы.
Находясь внутри, около 15 часов 02 минут Глазов выхватил незарегистрированный пистолет (сначала был назван пистолет «Глок», затем было уточнено, что это пистолет ISSC M22), переделанный под стрельбу боевыми патронами, и открыл огонь по людям. В результате стрельбы два человека (сотрудник МФЦ и охранник) погибли, ещё четверо (двое мужчин, женщина и 10-летняя девочка) были ранены. Убийцу задержал безоружный старший лейтенант полиции Георгий Домолаев, работавший в МФЦ сотрудник подразделения по вопросам миграции.
У задержанного в сумках нашли больше двух десятков патронов, свыше 27 тысяч евро (более 2,2 млн рублей по курсу), почти две сотни долларов, не менее 25 тысяч рублей, аккумуляторную болгарку с аккумулятором, и другие вещи.
У него дома при обыске нашли ружья «Сайга» и «Бекас», бесствольный пистолет и травматический пистолет «Стример», а также токарный станок, на котором он самостоятельно переделал спортивный пистолет в боевое оружие.
Уже после ареста Глазов подал ходатайство следствию о личном присутствии при судмедэкспертизе погибших. Писалось, что преступник якобы «не верит», что он мог убить двух человек и считает, что пули, вылетевшие из его самодельного пистолета, «не могли быть смертельными».

## Причины стрельбы
Сообщения о причинах стрельбы были противоречивы.
По словам источника РИА Новости, сам Глазов никак не может объяснить свои действия и мотивы, «говорит про коронавирус и всемирный заговор». Источник «Интерфакса» подтвердил, что мужчина, по его собственным словам, «не верит в коронавирус, вакцины от него и в целом, а пандемию считает заговором».
Источник ТАСС в правоохранительных органах сообщил, что Сергей Глазов заранее спланировал нападение, пришел в МФЦ, отказался надеть маску и с порога начал стрелять.
Издание «Коммерсантъ» сообщило, что Глазов пришёл в МФЦ для получения нового общегражданского паспорта, а конфликт возник после того, как охранник потребовал у Глазова надеть маску.
Однако издание Правда.ру отрицает эту версию, ссылаясь на Telegram-канал «Осторожно, новости»: «Москвича, убившего людей в МФЦ, не просили надеть маску на входе. Он пришёл туда уже в ней и с намерением напасть на людей».
Позже издание Znak.com заявило, что у Глазова якобы был конфликт с ГБУ «Жилищник» Рязанского района из-за задолженности и установленной в канализацию заглушки.
Однако это опроверг источник, близкий к управе Рязанского района: ни долгов перед «Жилищником», ни заглушек на канализационных стояках у задержанного не было.
По сведениям «Коммерсантъ» Глазов «ссылался на последствия коронавируса». Глазов сообщил, что боевой пистолет изготовил из охолощенного, чтобы защитить себя от «уголовного общества, порожденного выдуманной коронавирусной инфекцией». Глазов утверждал, что стрелял в других людей, не участвовавших в конфликте, считая, что и они «верят в коронавирусную инфекцию».
Арестованный Глазов сказал членам Общественной наблюдательной комиссии Москвы следующее: «Я пришел получать паспорт, а мне фактически отказали в выдаче, стали требовать надеть маску, а я не хотел её надевать, я в эти санитарные правила не верю.». 
«Московский Комсомолец» сообщил, что Глазов, по его словам, якобы действовал «в рамках самообороны», так как охранник применил против него газовый баллончик.

Сотрудник Института психологии РАН, кандидат психологических наук Ольга Маховская, комментируя убийство в правительственной "Российской Газете", заявла: 
У бывшего военного-контрактника(sic!) явный посттравматический стресс. Это эхо его личной войны - неустойчивая психика, повышенная возбудимость. И агрессия как защита. Требование надеть маску тут послужило только детонатором взрыва. Так разрядилось накопившееся внутреннее напряжение.

## Следствие и суд
Следственный Комитет возбудил против Глазова уголовное дело по двум статьям — «Убийство двух и более лиц» и «Незаконный оборот оружия». Прокуратура Москвы взяла на свой контроль расследование этого убийства. По некоторым сведениям к расследованию также подключилось Военное следственное управление СКР.
9 декабря 2021 года Пресненский районный суд избрал Глазову меру пресечения в виде заключения под стражу.
Глазов обвинялся по статье УК РФ 105, Ч. 2, пп. а) в) е) (убийство) и Ст. 222, Ч. 1 (незаконное хранение оружия).
В дальнейшем Пресненский райсуд неоднократно продлевал Глазову срок содержания под стражей.
10 декабря 2022 года Следственный Комитет России сообщил о завершении расследования уголовного дела по факту стрельбы в МФЦ. В ходе расследования была проведена стационарная комплексная судебная психолого-психиатрическая экспертиза, по результатам которой мужчина признан нуждающемся в принудительном лечении. В момент совершения инкриминируемых деяний он не мог осознавать фактический характер, общественную опасность своих действий и руководить ими в силу наличия психического расстройства.
Следствие попросит суд направить Глазова на принудительное лечение.
6 июня 2023 года Московский городской суд, рассмотрев уголовное дело №2-0049/2023, постановил освободить Глазова от наказания в связи с тем, что ранее он был признан невменяемым, и назначить ему принудительное лечение.
Глазов был помещён в ФКУ «Смоленская психиатрическая больница (стационар) специализированного типа с интенсивным наблюдением». 
В августе 2023 года и позже потерпевшие подали гражданские иски против Глазова о компенсации морального вреда, в связи с причинением вреда жизни и здоровью. 
Иски к Глазову были частично удовлетворены. 
Однако в иске к МФЦ потерпевшей было отказано.